# Anthreptes rhodolaemus
Anthreptes rhodolaemus е вид птица от семейство Нектарникови (Nectariniidae). Видът е почти застрашен от изчезване.

## Разпространение
Видът е разпространен в Индонезия, Малайзия, Мианмар, Сингапур и Тайланд.